# Wohnen im Eigentum
Wohnen im Eigentum e.V. (WiE) ist eine bundesweit aktive Lobbyorganisation für selbstnutzende und vermietende Wohneigentümer mit Sitz in Bonn. Sie informiert Wohnungs- und Hauseigentümer, berät Mitglieder und leistet aktive Interessenvertretung in Berlin.

## Ziele und Aufgaben
Wohnen im Eigentum ist parteipolitisch neutral und unabhängig. Der Verband vertritt die Interessen der Wohnungs- und Hauseigentümer sowie der Wohnungseigentümergemeinschaften (WEGs) in der Öffentlichkeit, gegenüber Politik und Wirtschaft. Er setzt sich für mehr Verbraucherschutz im Wohnungseigentum sowie für mehr Verbraucherschutz und Markttransparenz auf dem Bau-, Wohnungs- und Wohnmarkt ein. Er engagiert sich für ein nachhaltiges sowie umwelt- und gesundheitsverträgliches Wohnen und für die Energie- und Wärmewende in den WEGs.
WiE bietet Verbraucherinformationen, -aufklärung und -beratung zum Wohnungseigentum, Bauen und Wohnen. Der Verband organisiert Schulungen, Vorträge und Netzwerktreffen, gibt Ratgeber und einen monatlich erscheinenden Rundbrief heraus. Die Angebote richten sich sowohl an selbstnutzende als auch an vermietende Wohnungseigentümer, an WEGs und Verwaltungsbeiräte. Weitere Zielgruppen von WiE sind Bauende, Erwerber und Hauseigentümer.

## Interessensvertretung
WiE bringt sich in alle Gesetzesinitiativen und Gesetzgebungsverfahren auf Bundesebene ein, die relevant für die Wohnungseigentümer sind. Der Verband ist vom Deutschen Bundestag als offizieller Vertreter von Bürgerinteressen anerkannt. Der Verband tritt für Reformen des Wohnungseigentumsgesetzes unter direkter Beteiligung der Wohnungseigentümer ein, also für partizipative Gesetzgebungsverfahren. Der Verband wurde mehrfach als Sachverständiger zu Anhörungen des Deutschen Bundestages eingeladen.
Zu folgenden Gesetzgebungsverfahren hat WiE unter anderem Stellungnahmen abgegeben (Stand: März 2024):
- 2024 Wohnungseigentumsgesetz (Entwurf eines Gesetzes zur Zulassung virtueller Wohnungseigentümerversammlungen, zur Erleichterung des Einsatzes von Steckersolargeräten u.a.)[5][6]
- 2023 Gebäudeenergiegesetz (GEG)[7]
- 2023 Solarpaket 1 (Entwurf eines Gesetzes zur Änderung des Erneuerbare-Energien-Gesetzes und weiterer energiewirtschaftsrechtlicher Vorschriften zur Steigerung des Ausbaus photovoltaischer Energieerzeugung)[8]
- 2021 Verordnung für die Zertifizierung der Verwalter (Rechtsverordnung über die Prüfung zum zertifizierten Verwalter nach dem Wohnungseigentumsgesetz)[9]
- 2020 Reform des Wohnungseigentumsgesetzes (Gesetz zur Förderung der Elektromobilität und zur Modernisierung des Wohnungseigentumsgesetzes und zur Änderung von kosten- und grundbuchrechtlichen Vorschriften)[10][11][12][13]
- 2019 Makler-Bestellerprinzip und Preisdeckelgesetz (Gesetz zur Entlastung von Verbrauchern beim Kauf und Verkauf von Wohnimmobilien)[14]
- 2017–2018 Sachkundenachweis und Versicherungspflicht für Verwalter (Gesetz zur Einführung einer Berufszulassungsregelung für gewerbliche Immobilienmakler und Wohnimmobilienverwalter)[15][16]

## Aktivitäten
- 2022: „Wie gut finden Sie die Beratungsangebote und Förderprogramme zur Energiewende?“ (Bundesweite Online-Umfrage unter Wohnungseigentümern).[17]
- 2022: „Wie gut verstehen Sie Ihre Jahresabrechnung?“ und „Was halten Sie von einer DIN-Norm Jahresabrechnung?“ (Bundesweite Online-Umfrage unter Wohnungseigentümern).[18]
- 2021: „Eigentümerversammlungen in Corona-Zeiten - Herausforderungen und Probleme“ (Bundesweite Online-Umfrage).[19]
- 2019: Bundesweite WiE-Umfrage zur Reform des Wohnungseigentumsgesetzes: Wohnungseigentümer wollen „das Heft nicht aus der Hand geben“.[20]
- 2017: „WEG-Schäden verursacht durch Verwalter“ („Verwalter verursachen hohe Schäden“ – WiE-Umfrage unter Wohnungseigentümern).[21]
- 2017: „Werkzeugkasten Gebäudesanierung für WEGs“ – Im Zuge der Kampagne wurden die Ratgeber „Modernisierungs-Knigge“ und „Wie viele müssen zustimmen? Das Baumaßnahmen ABC“ u. a. herausgegeben (gefördert vom BMJV).[22]
- 2015: Untersuchung von Teilungserklärungen und Gemeinschaftsordnungen, die zum Ratgeber „Das Miteinander gebacken bekommen“ führte (gefördert vom BMJV).[23]
- 2014: „Veruntreuung von WEG-Geldern durch Verwalter“.[24]
- 2013: „Treuhandkonten sind wie Autofahren ohne Airbag“ – Aktion zur Umstellung von Treuhandkonten auf WEG-Eigenkonten.[25]
- 2011: „Unbekannt und Unbeachtet. 60 Jahre Wohnungseigentum“.[26]
- 2011: Aktionen zur Vernetzung von Verwaltungsbeiräten (gefördert vom BMELV).
- 2006: „Leistungen und Provisionen transparent – Makler- und Kundenbefragungen. zur Verbesserung der Position der Verbraucher im Geschäft mit Immobilienmakler“ (gefördert vom BMVEL).[27]

- 2005: „Hausgeld-Vergleich“ – Auswertung von zugesandten Gesamt- und Einzelabrechnungen.

## Organisation
Wohnen im Eigentum ist ein eingetragener Verein mit Sitz in Bonn. Der Verein wurde 2003 in Hannover gegründet, aufgebaut von der Mitgründerin und langjährigen Vorständin Gabriele Heinrich. Der erste Vorstandsvorsitzende war Prof. Dr. Joachim Arlt, stellvertretender Vorstandsvorsitzender Ulrich Gerlach.
Wohnen im Eigentum e. V. ist Mitglied bei der Verbraucherzentrale Bundesverband (vzbv) und der Verbraucherzentrale NRW sowie der Bundesarbeitsgemeinschaft der Seniorenorganisationen e.V. (BAGSO). Der Verein ist Fördermitglied der Initiative Wohnungswirtschaft Osteuropa (IWO) e.V.

## Publikationen (Auswahl)
- Wohnen im Eigentum (Hrsg.): Wissenswertes zum WEG-Eigenkonto. Bonn 2023.
- Wohnen im Eigentum (Hrsg.): Handbuch Verwaltungswechsel. Wissen und Praxistipps für Neu- und Nachverhandeln. Bonn 2022.
- Wohnen im Eigentum (Hrsg.): Das Wohnungseigentumsgesetz für Wohnungseigentümer. XY aufgelöst: Ein Verbraucherratgeber mit Fallbeispielen aus der Krimiwelt. Bonn 2021, ISBN 978-3-9815045-7-6.